# Polska Formuła 3 Sezon 1996
1996 – siódmy sezon Polskiej Formuły 3. Był rozgrywany w ramach WSMP jako klasa E2000.

## Zwycięzcy
| Runda | Data                   | Tor            | Pole position     | Najszybsze okrążenie | Zwycięzca (kierowcy) | Zwycięzca (zespoły) |
| ----- | ---------------------- | -------------- | ----------------- | -------------------- | -------------------- | ------------------- |
| 1     | 25–26 maja             | Poznań         | Krzysztof Woźniak | ?                    | Krzysztof Woźniak    | GPF Motorsport      |
| 2     | 29–30 czerwca          | Poznań         | Ryszard Luciński  | ?                    | Ryszard Luciński     | Castrol             |
| 3     | 10–11 sierpnia         | Kamień Śląski  | Ryszard Luciński  | ?                    | Ryszard Luciński     | Castrol             |
| 4     | 31 sierpnia–1 września | Kamień Śląski  | Ryszard Luciński  | ?                    | Ryszard Luciński     | Castrol             |
| 5     | 28–29 września         | Biała Podlaska | Ryszard Luciński  | ?                    | Tomasz Szczęsny      | Hollywood           |
| 6     | 28–29 września         | Biała Podlaska | Ryszard Luciński  | ?                    | Artur Glinczewski    | Rafineria Gdańska   |

## Klasyfikacja kierowców
| Legenda oznaczeń w tabelach wyników Wyświetl szablon na nowej stronie | Legenda oznaczeń w tabelach wyników Wyświetl szablon na nowej stronie                                                                     |
| Oznaczenie                                                            | Wyjaśnienie |
| --------------------------------------------------------------------- | --- |
| Złoty                                                                 | Zwycięzca lub mistrzostwo |
| Srebrny                                                               | 2. miejsce lub wicemistrzostwo |
| Brązowy                                                               | 3. miejsce lub II wicemistrzostwo |
| Zielony                                                               | Ukończył, punktował (w klasyfikacji generalnej, gdy zdobył co najmniej jeden punkt na przestrzeni sezonu, poza trzema powyższymi opcjami) |
| Niebieski                                                             | Ukończył, nie punktował (w klasyfikacji generalnej, gdy nie zdobył co najmniej jednego punktu na przestrzeni sezonu)                      |
| Czerwony                                                              | Nie zakwalifikował się (NZ) |
| Czerwony                                                              | Nie prekwalifikował się (NPK) |
| Różowy                                                                | Nie ukończył (NU) |
| Różowy                                                                | Niesklasyfikowany (NS) (w klasyfikacji generalnej, gdy nie został sklasyfikowany w żadnym wyścigu sezonu)                                 |
| Czarny                                                                | Zdyskwalifikowany (DK) |
| Czarny                                                                | Wykluczony (WYK/EX) |
| Biały                                                                 | Nie wystartował (NW) |
| Biały                                                                 | Kontuzjowany (K/INJ) |
| Biały                                                                 | Wyścig odwołany (OD/C) |
| Bez koloru                                                            | Został wycofany (WYC/WD) |
| Bez koloru                                                            | Nie przybył (NP/DNA) |
| Bez koloru                                                            | Nie brał udziału w treningach (NT/DNP) |
| Bez koloru                                                            | Nie został zgłoszony (–) |
| Pogrubienie                                                           | Start z pole position |
| Kursywa                                                               | Najszybsze okrążenie wyścigu |
| †                                                                     | Nie ukończył, ale jego rezultat został zaliczony ze względu na przejechanie więcej niż 90% dystansu wyścigu.                              |
| *                                                                     | Sezon w trakcie |
| 1/2/3                                                                 | Punktowana pozycja w sprincie kwalifikacyjnym                                                                                             |
| Lista systemów punktacji Formuły 1                                    | |

| Poz.                                          | Kierowca            | Zespół                       | POZ | POZ | KAM | KAM | BPD | BPD | Punkty |
| --------------------------------------------- | ------------------- | ---------------------------- | --- | --- | --- | --- | --- | --- | ------ |
| 1                                             | Ryszard Luciński    | Castrol                      | 3   | 1   | 1   | 1   | 3   | -   | 75     |
| 2                                             | Tomasz Szczęsny     | Hollywood                    | 4   | 2   | 3   | 2   | 1   | 2   | 65     |
| 3                                             | Artur Glinczewski   | Rafineria Gdańska            | -   | 4   | NU  | 4   | -   | 1   | 42     |
| 4                                             | Rafał Podolski      | Automobilklub Kielecki       | 6   | -   | 4   | 3   | -   | 4   | 40     |
| 5                                             | Hieronim Kochański  | Automobilklub Rzemieślnik    | 10  | -   | 5   | 5   | 4   | -   | 29     |
| 6                                             | Wiktor Gasenko      | PPH Kaczmarek                | 5   | -   | -   | -   | 2   | -   | 25     |
| 7                                             | Michał Idzior       | Automobilklub Beskidzki      | -   | 6   | -   | 6   | 6   | 7   | 24     |
| 8                                             | Artur Skwarzyński   | Castrol                      | 11  | -   | -   | -   | 5   | 3   | 22     |
| 9                                             | Mirosław Krachulec  | Automobilklub Częstochowski  | 8   | -   | 2   | -   | -   | -   | 21     |
| 10                                            | Krzysztof Woźniak   | GPF Motorsport               | 1   | -   | -   | -   | -   | -   | 20     |
| 11                                            | Robert Podolski     | Automobilklub Kielecki       | -   | 5   | -   | -   | -   | 5   | 18     |
| 12                                            | Krzysztof Jugowski  | Automobilklub Kielecki       | -   | 7   | 6   | -   | -   | -   | 12     |
| 13                                            | Jerzy Fontański     | Automobilklub Częstochowski  | -   | -   | -   | 7   | 7   | -   | 8      |
| 14                                            | Jarosław Podsiadło  | Automobilklub Kielecki       | -   | -   | -   | -   | -   | 6   | 6      |
| NS                                            | Mirosław Bednarski  | Automobilklub Kielecki       | -   | -   | -   | ?   | NU  | -   | 0      |
| NS                                            | Wacław Podolski     | Automobilklub Kielecki       | -   | -   | -   | -   | NU  | ?   | 0      |
| Kierowcy niedopuszczeni do zdobywania punktów |                     |                              |     |     |     |     |     |     |        |
| NS                                            | Jaroslav Kostelecký | Chemopetrol Ring Racing Team | 2   | -   | -   | -   | -   | -   | 0      |
| NS                                            | Raimund Seidenfaden | Raimund Seidenfaden          | NW  | 3   | -   | -   | -   | -   | 0      |
| NS                                            | Béla Strausz        | Best Racing Team             | 7   | -   | -   | -   | -   | -   | 0      |
| NS                                            | Józef Gutmacher     | Automobilklub Szczeciński    | 9   | -   | -   | -   | -   | -   | 0      |